# Buccinum oblitum
Buccinum oblitum is een slakkensoort uit de familie van de Buccinidae. De wetenschappelijke naam van de soort is voor het eerst geldig gepubliceerd in 1911 door Sykes.